# ادینگتن، لندن
ادینگتن (به انگلیسی: Addington) یک روستا و ناحیه در بریتانیا است که در منطقه کرویدون لندن واقع شده‌است.